# 長榮海事博物館
財團法人張榮發基金會長榮海事博物館是長榮集團成立的航運博物館，位於臺北市中正區，隸屬於集團下的張榮發基金會。

## 歷史
原址原為台灣日治時期日本赤十字社台灣支部，並設立「日本赤十字社台灣支部病院」。
1945年第二次世界大戰後被中國國民黨接收，轉成中國國民黨中央委員會。1994年改建大樓，由李祖原設計的建築外觀為中央大樓兩側有護龍，形狀神似與總統府遙望的高背龍椅，並於1998年竣工。
2000年中華民國總統選舉中國國民黨失利，開始簡化組織與處理資產。

2006年3月，國民黨將大樓賣給長榮集團改為張榮發基金會大樓，於6月交付大樓之後拆除兩側護龍。
2008年10月7日，長榮海事博物館成立於張榮發基金會大樓1到5樓，該館展場總面積3,200坪，館內展品主要是長榮集團總裁張榮發所捐贈的4,500餘件文物。

## 相冊

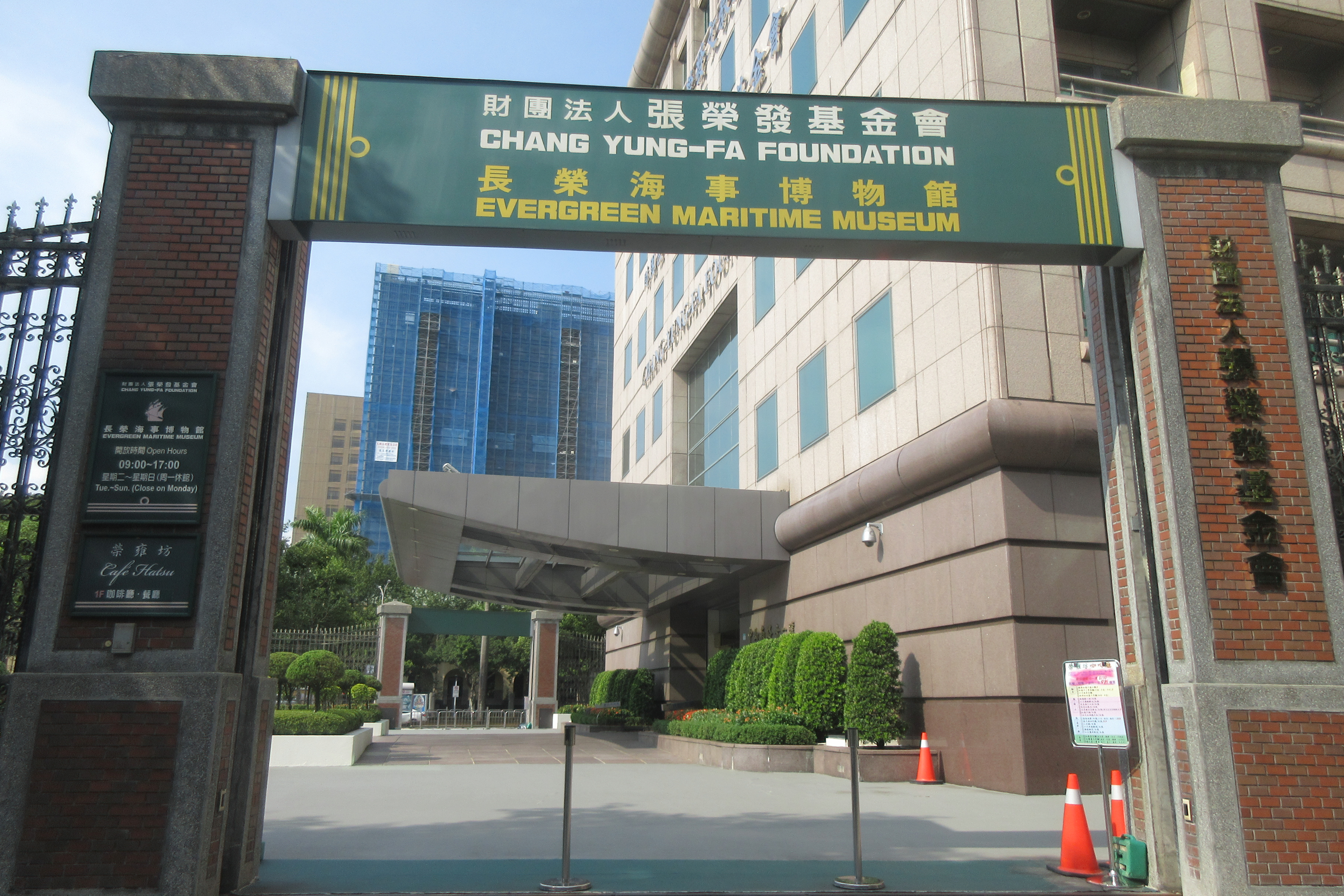
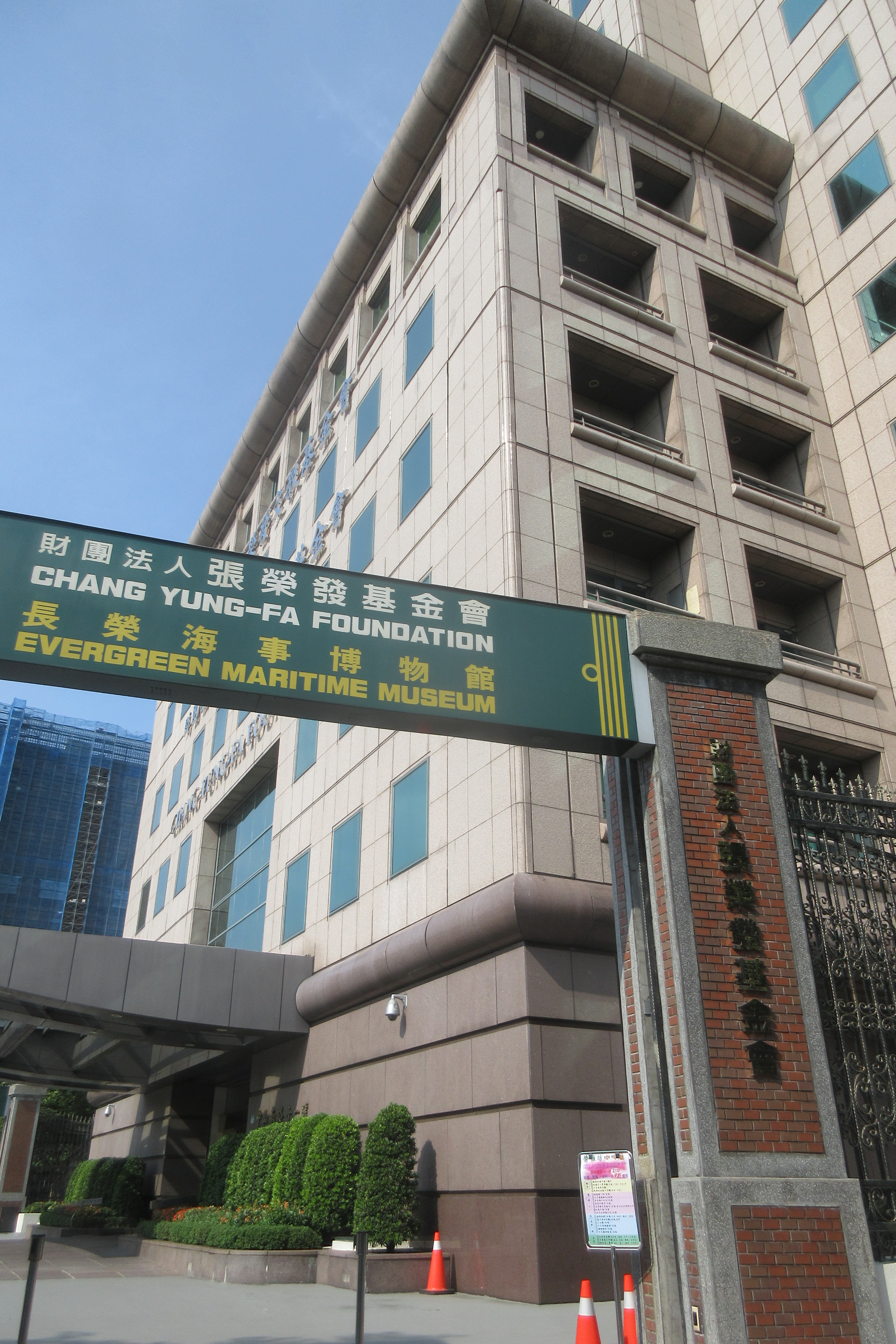
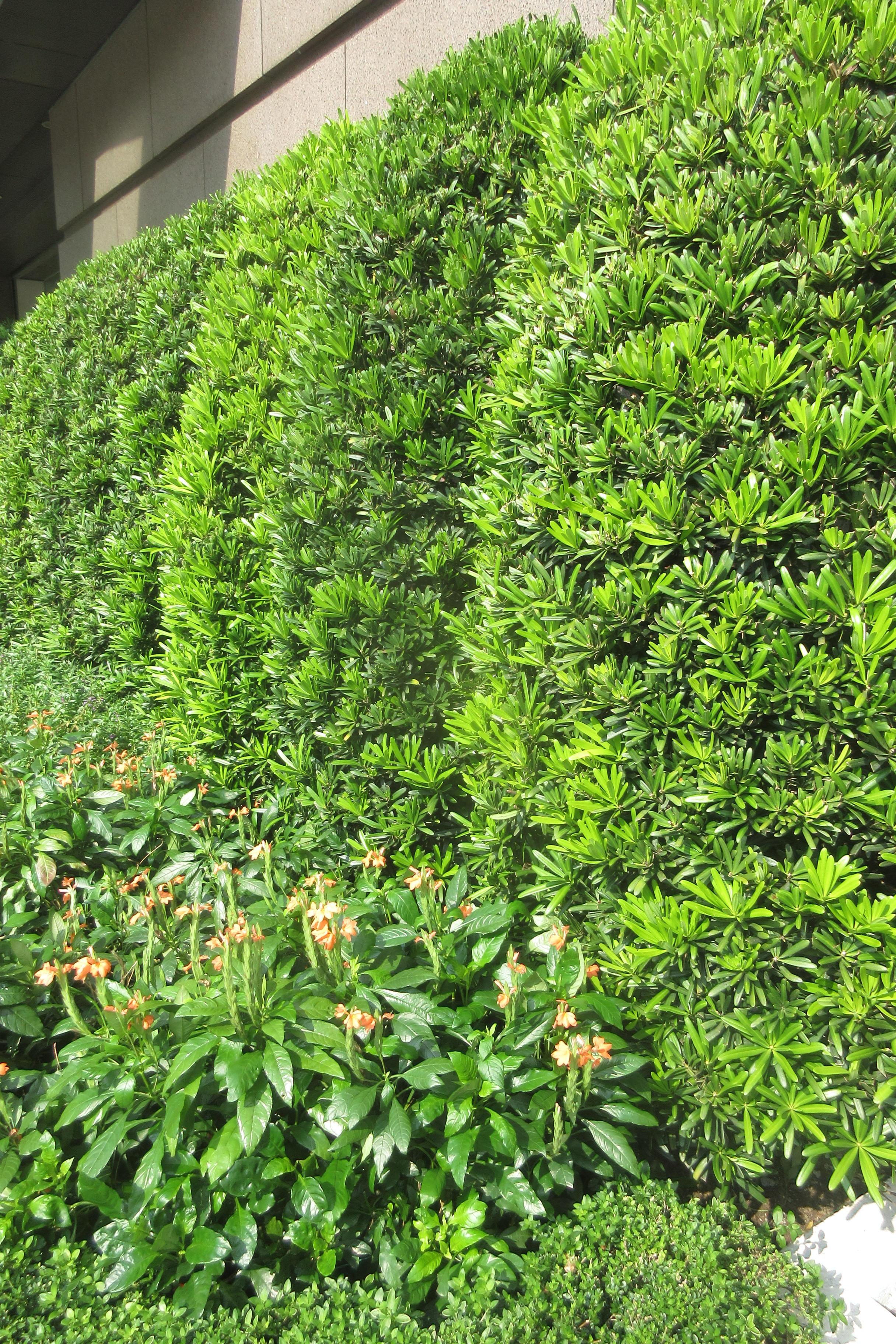
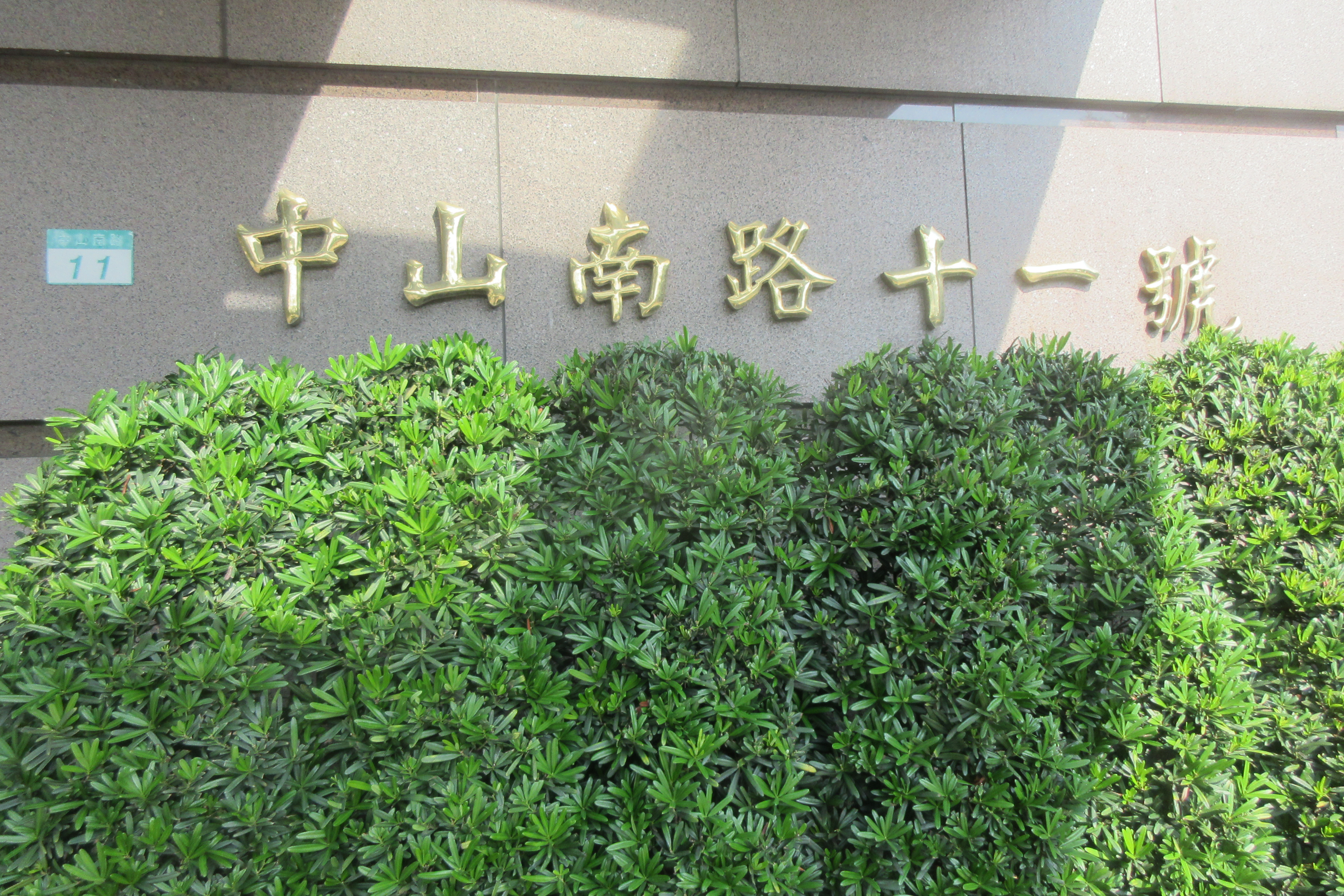
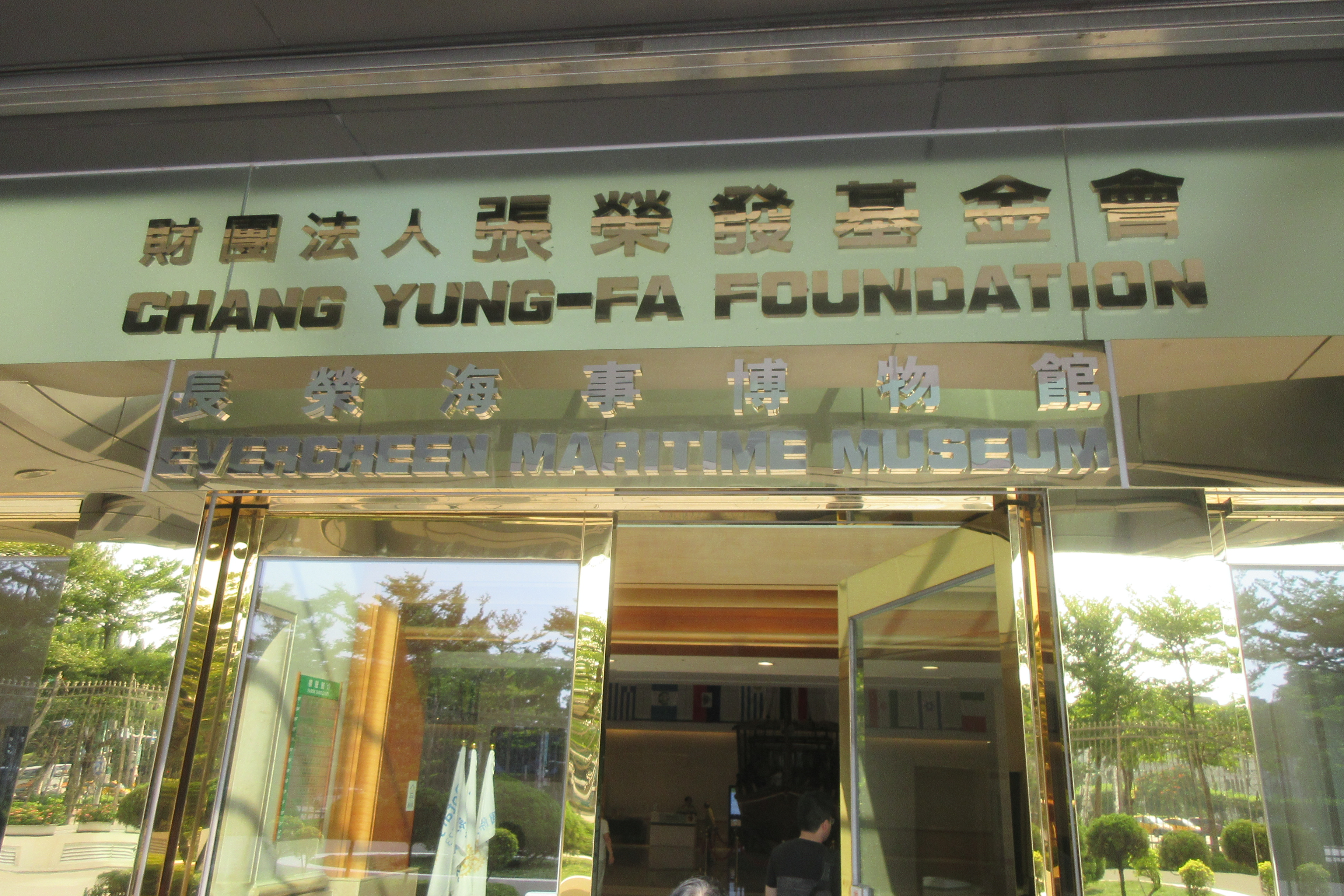
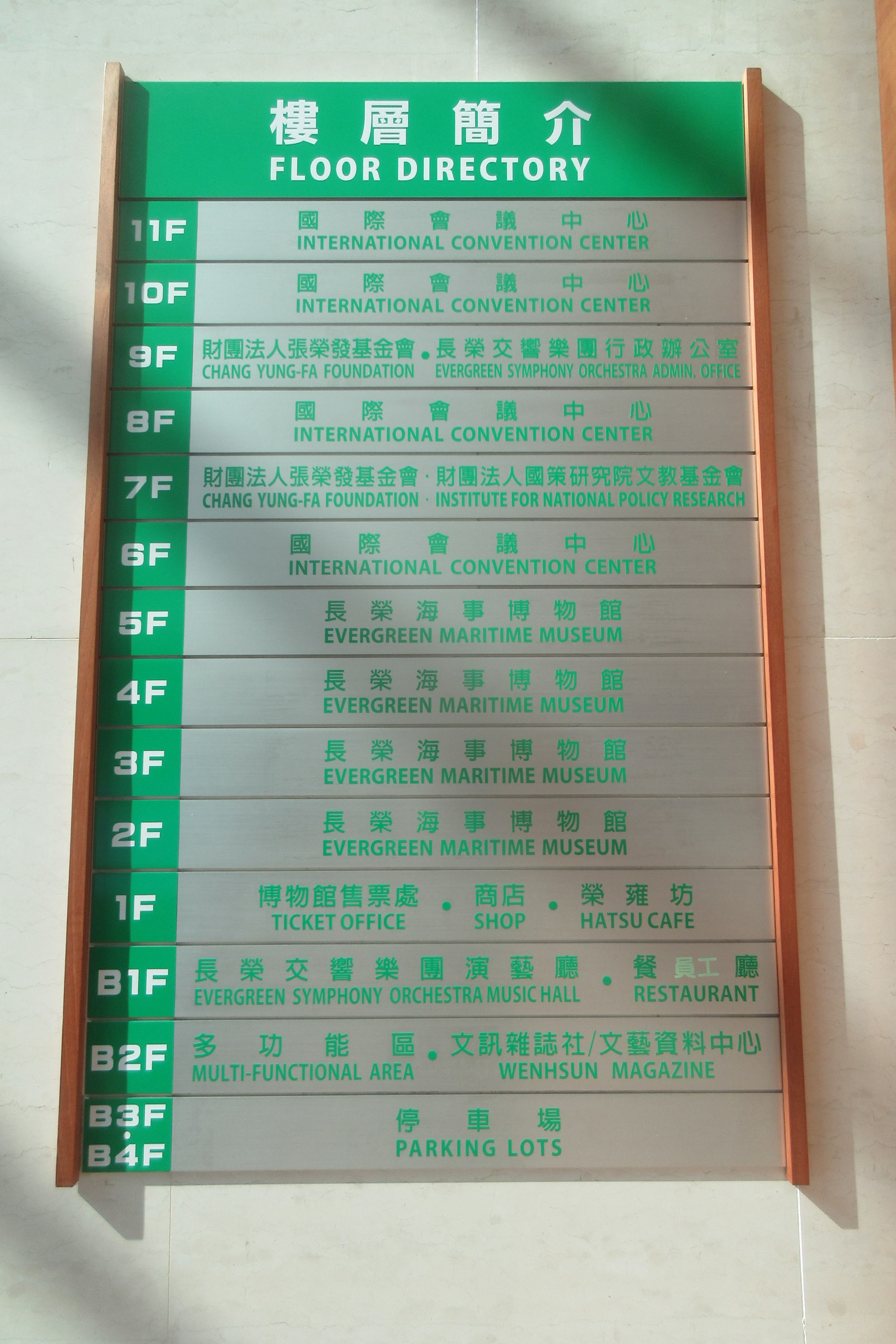
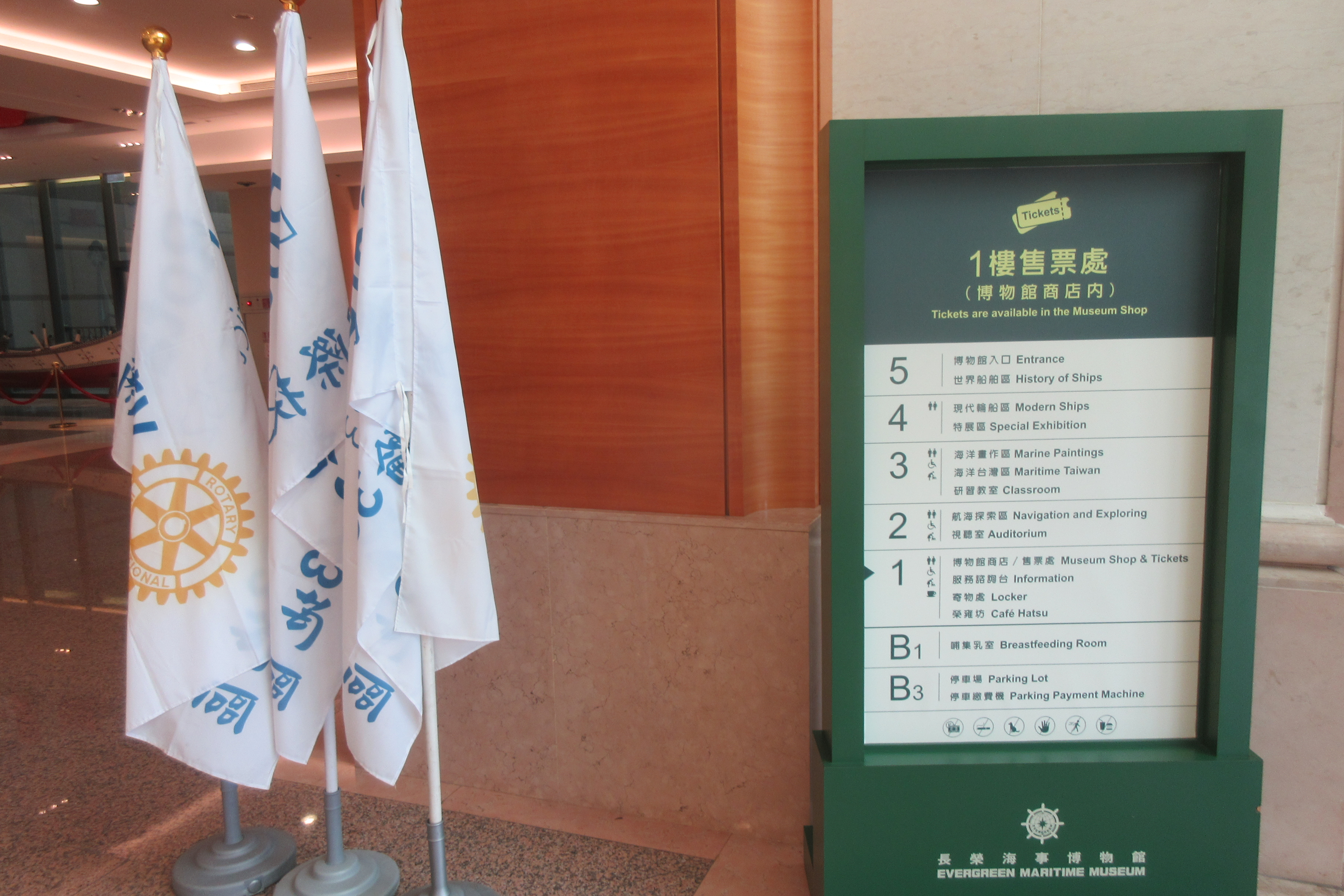
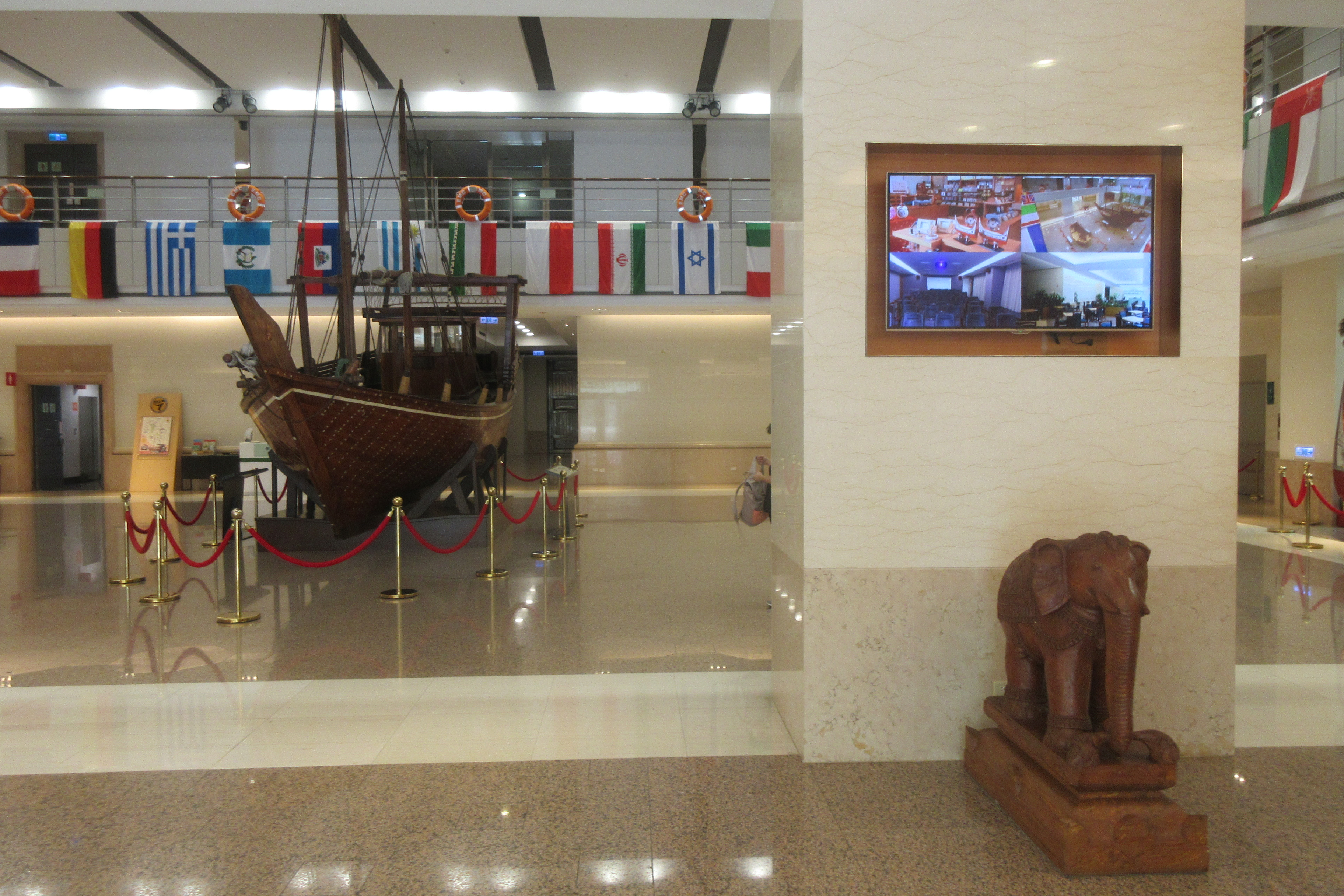
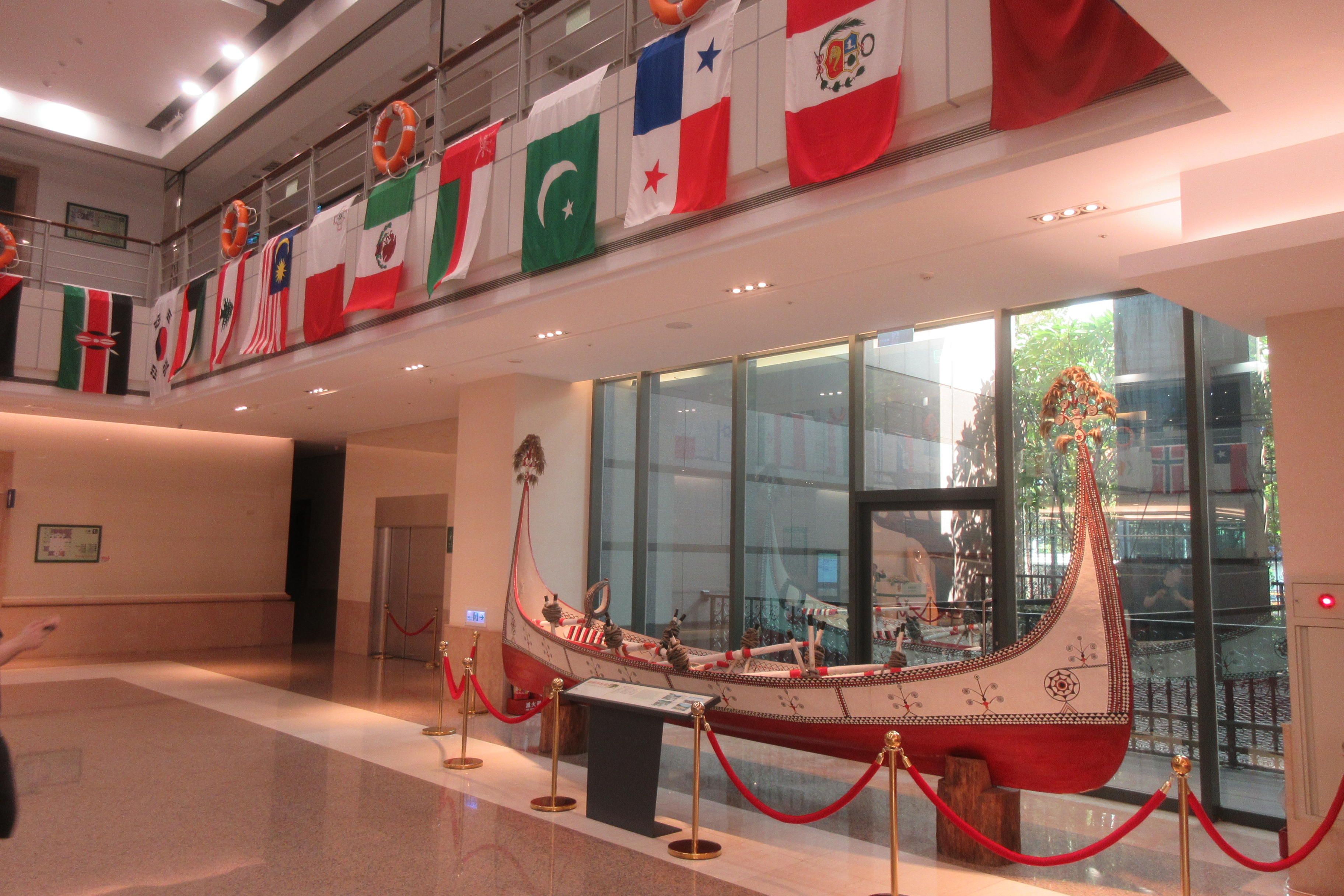
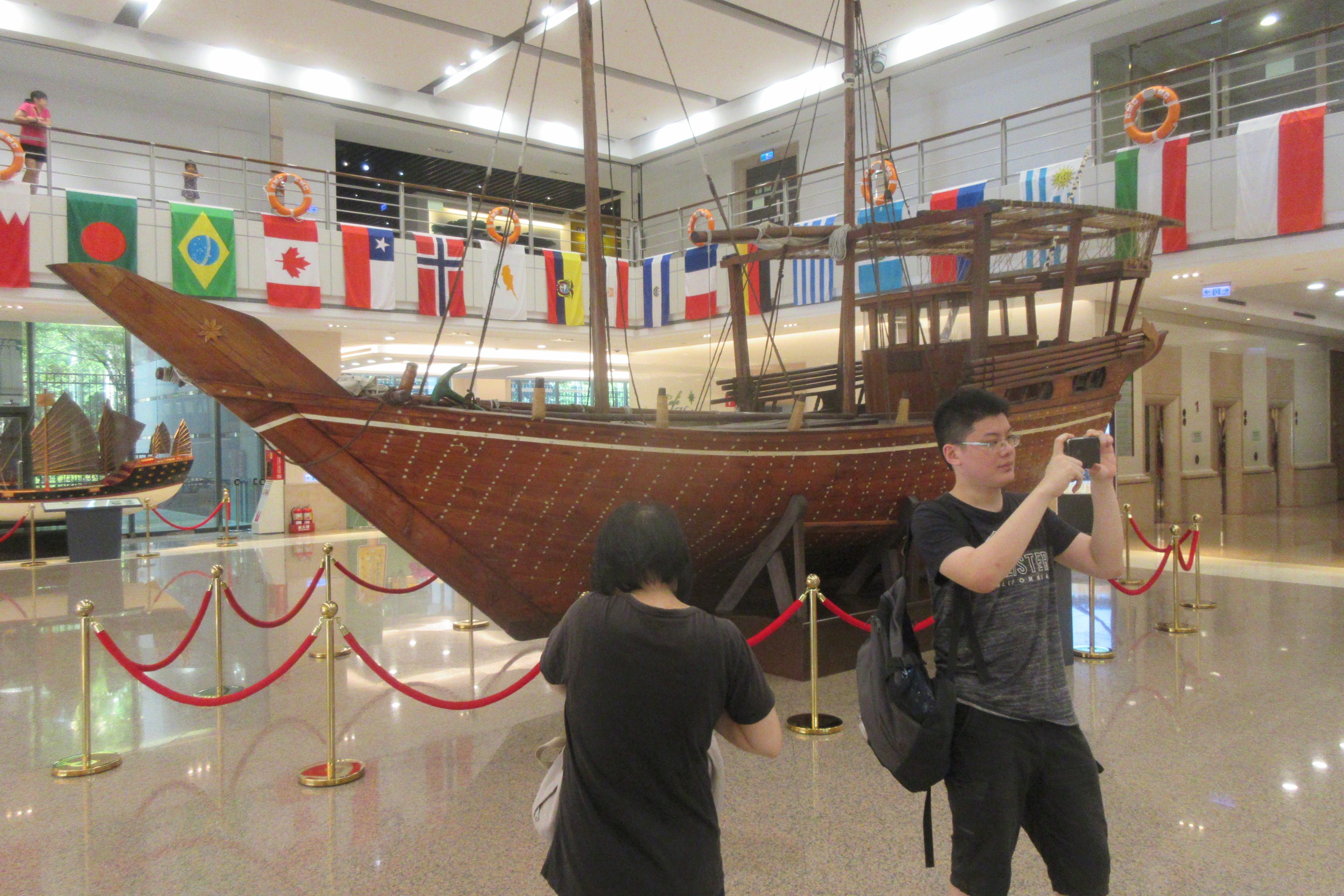
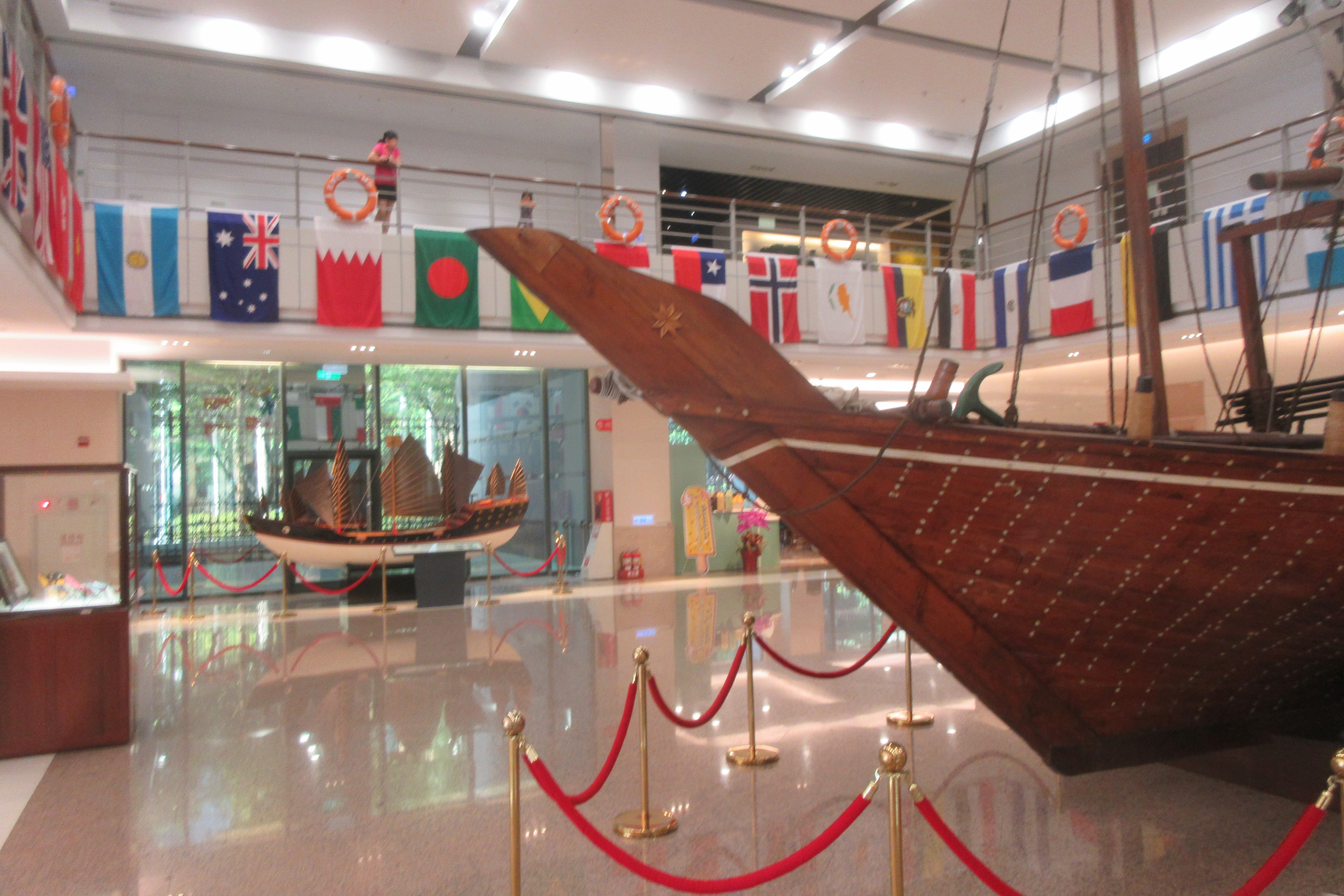
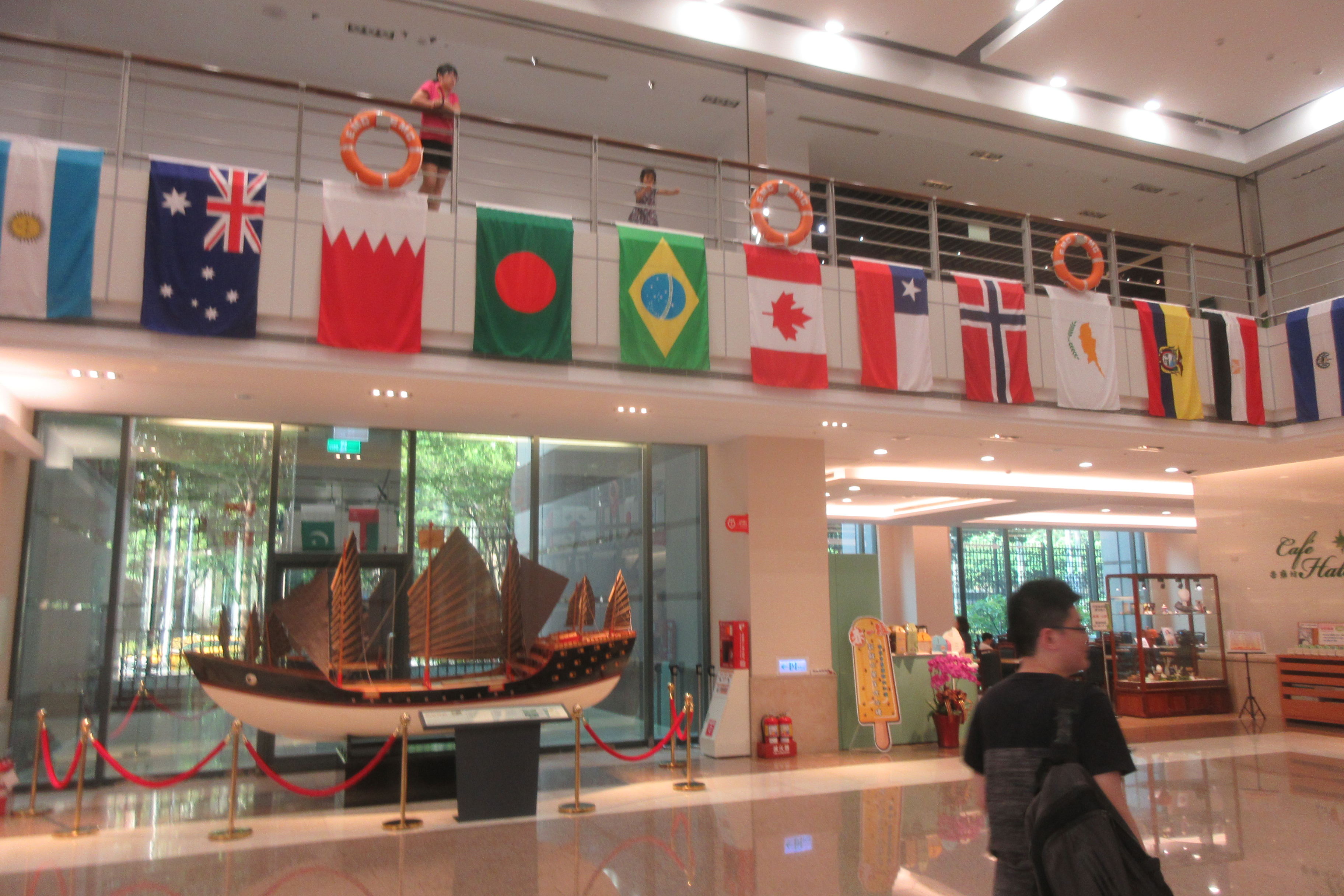
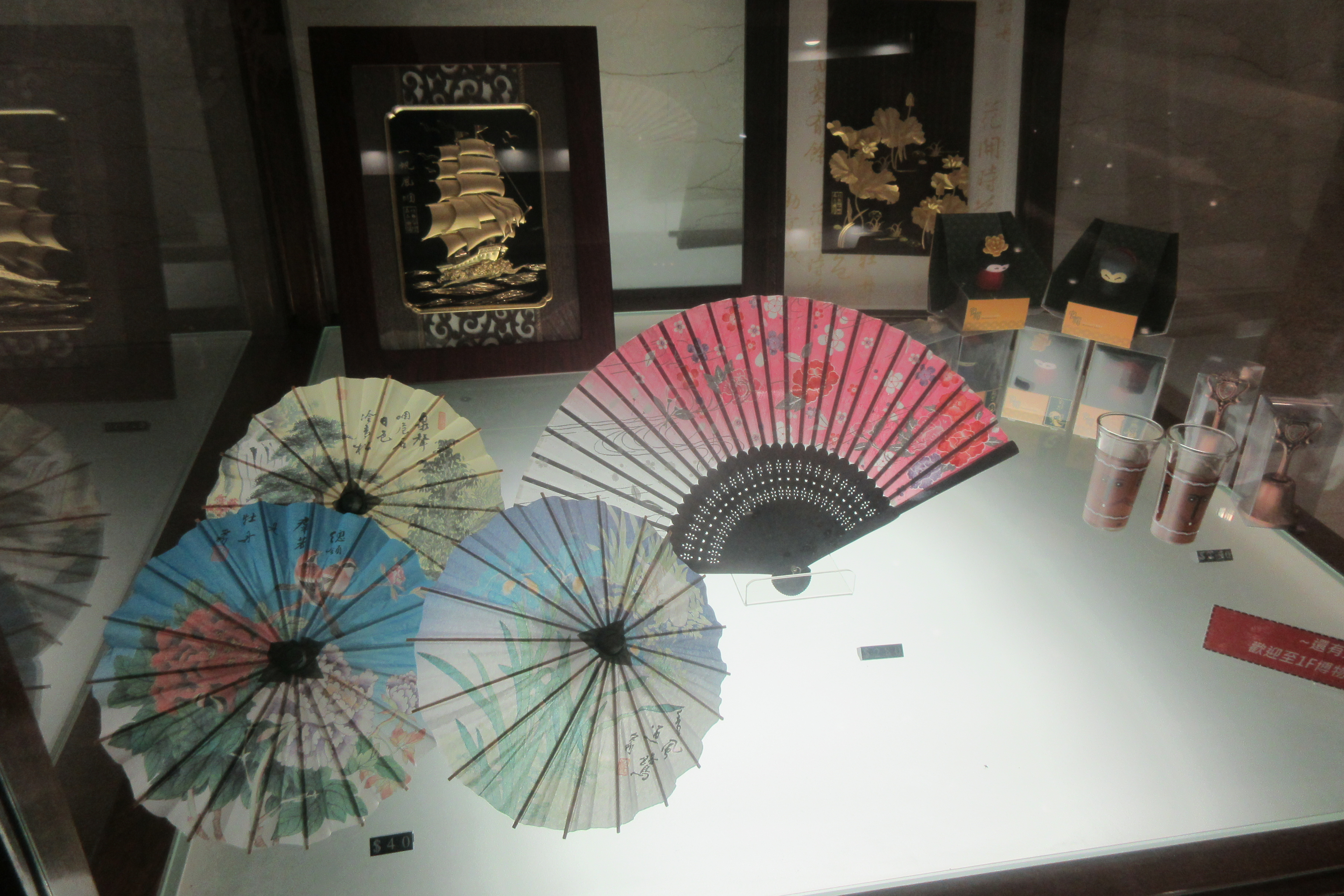
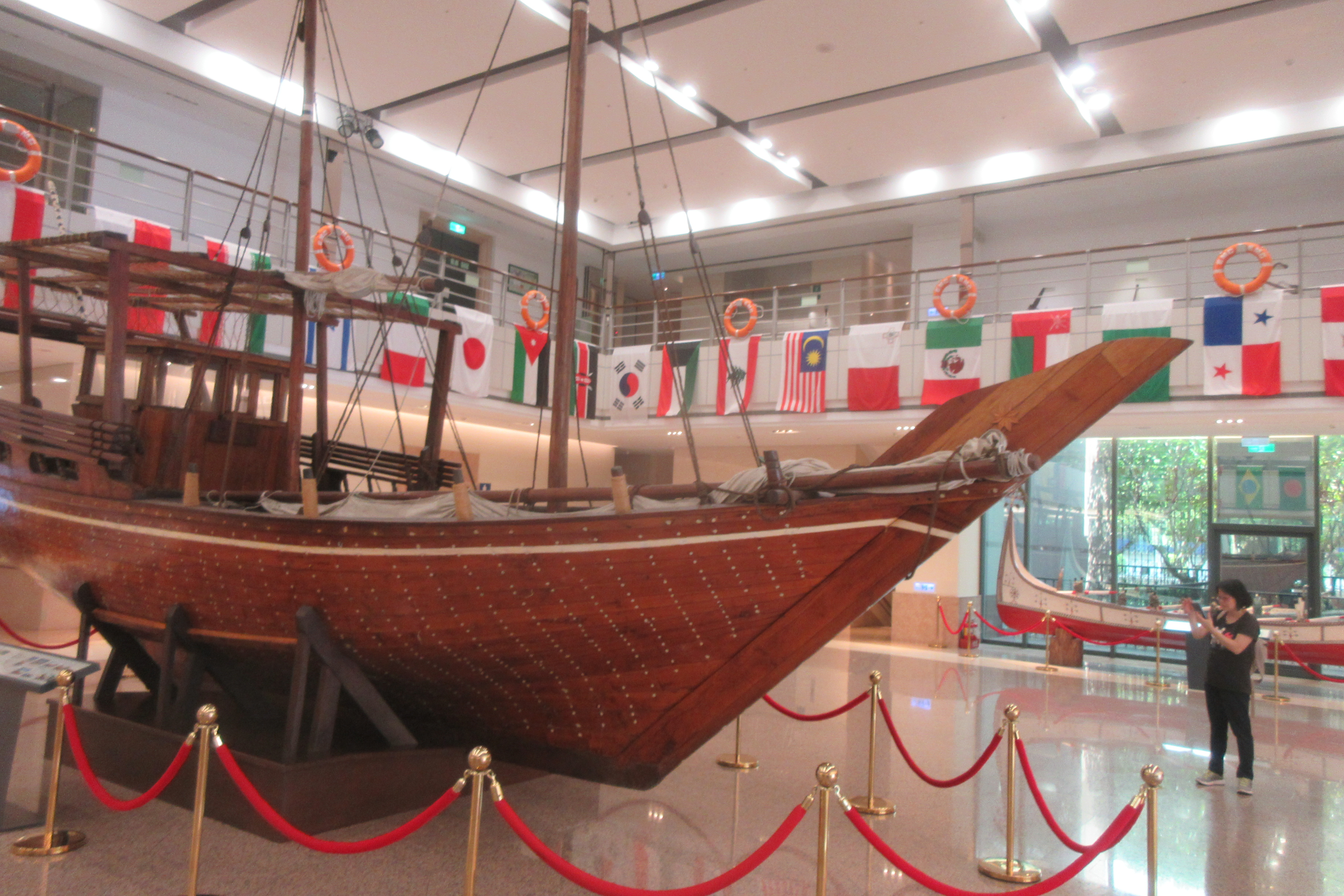
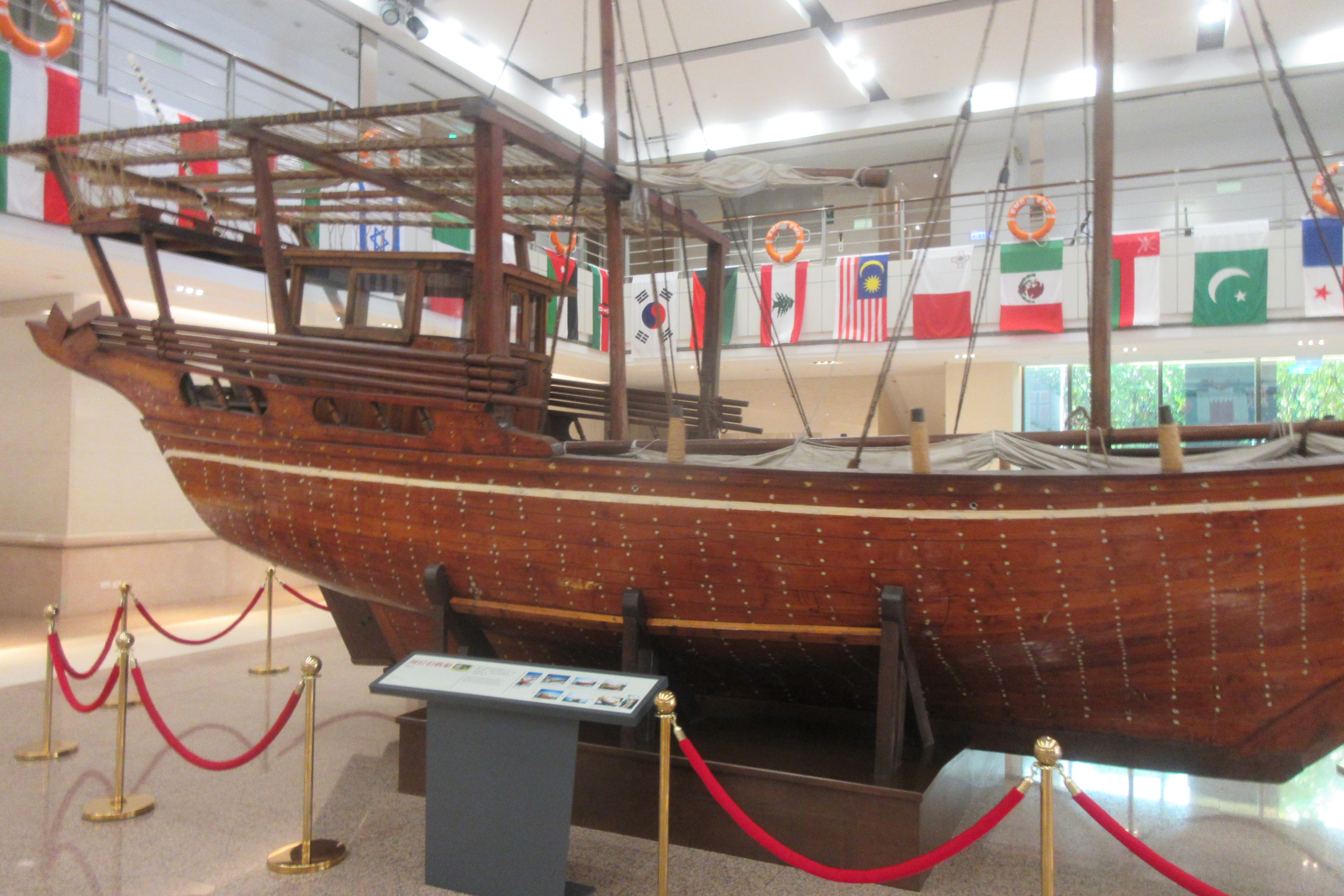
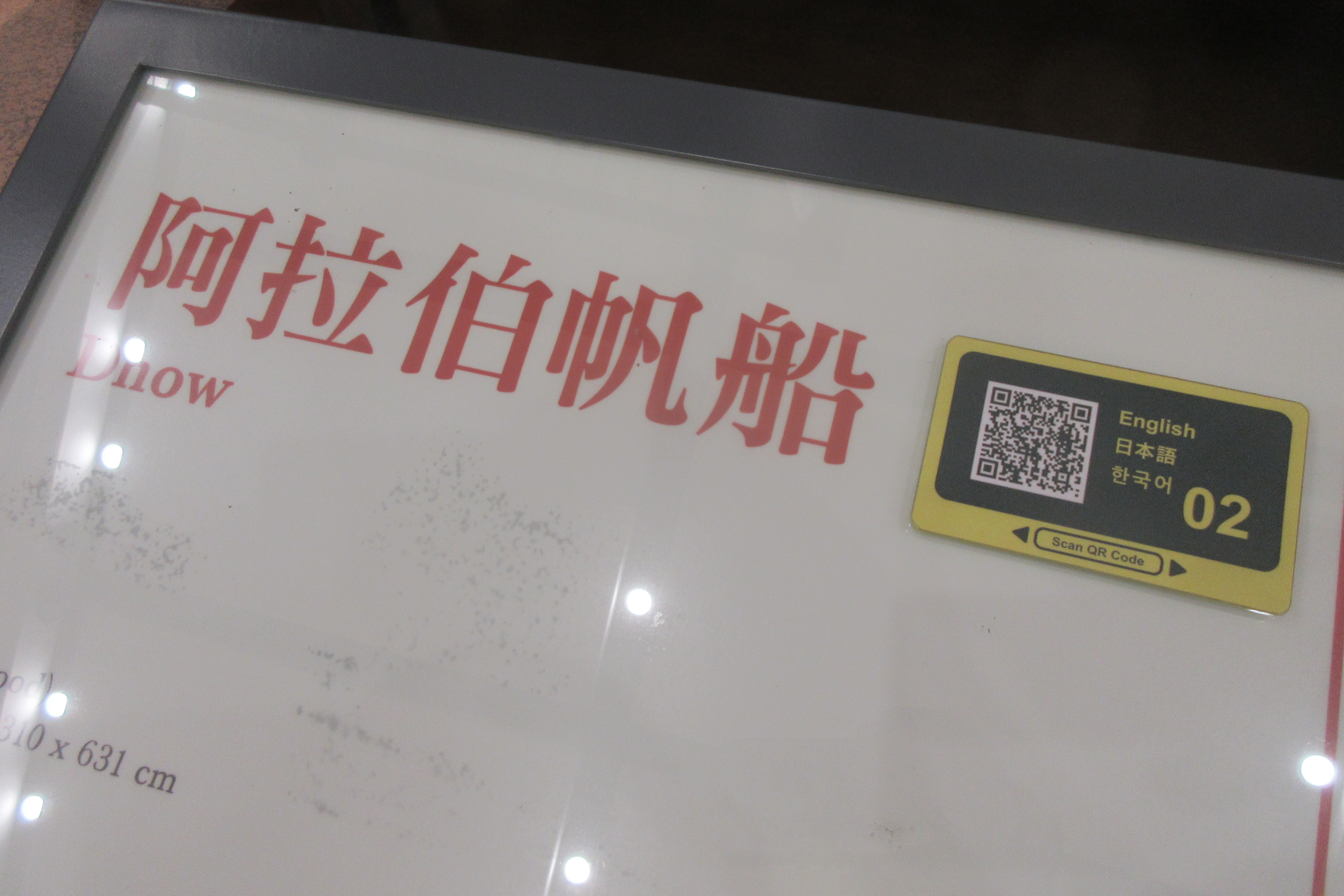
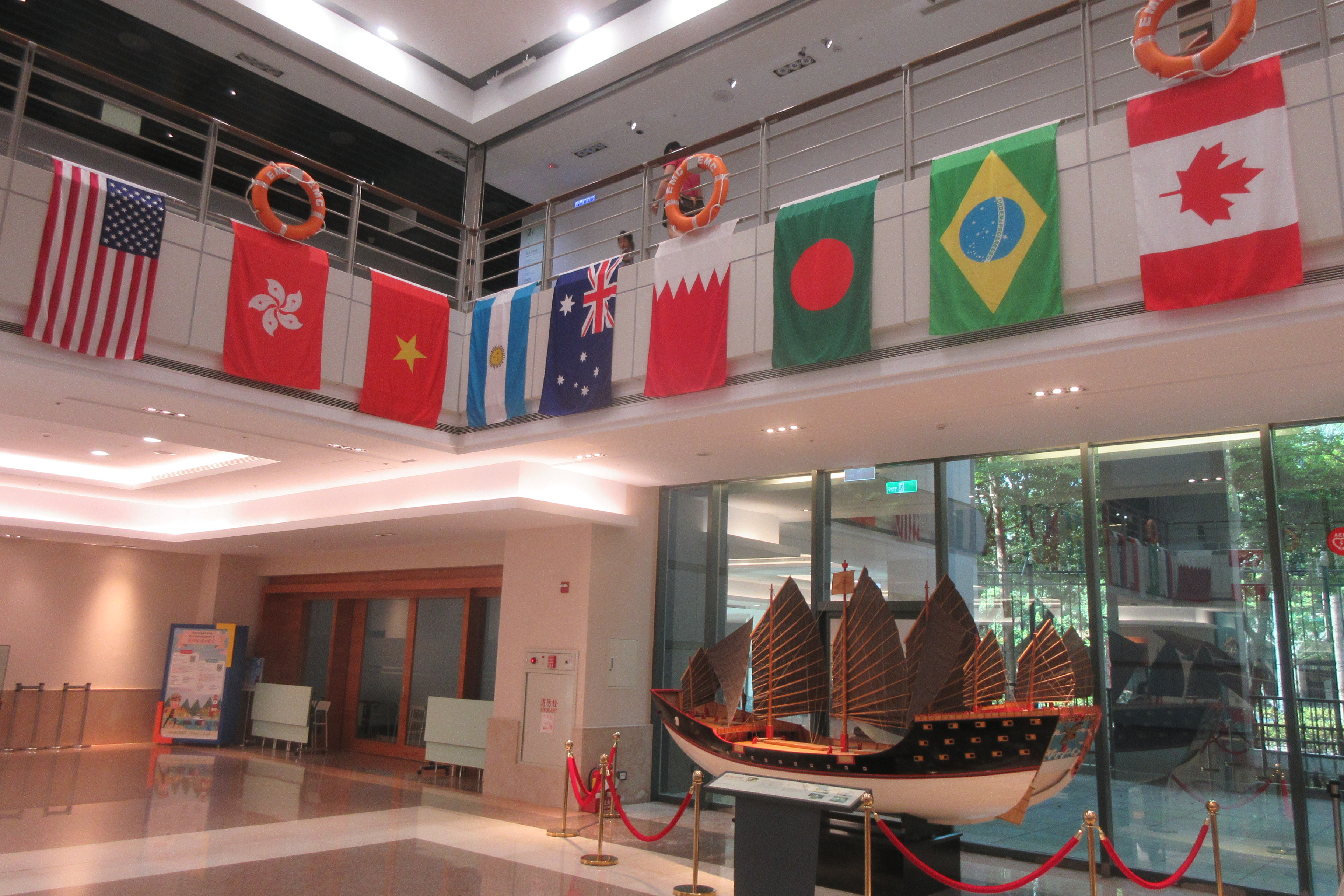
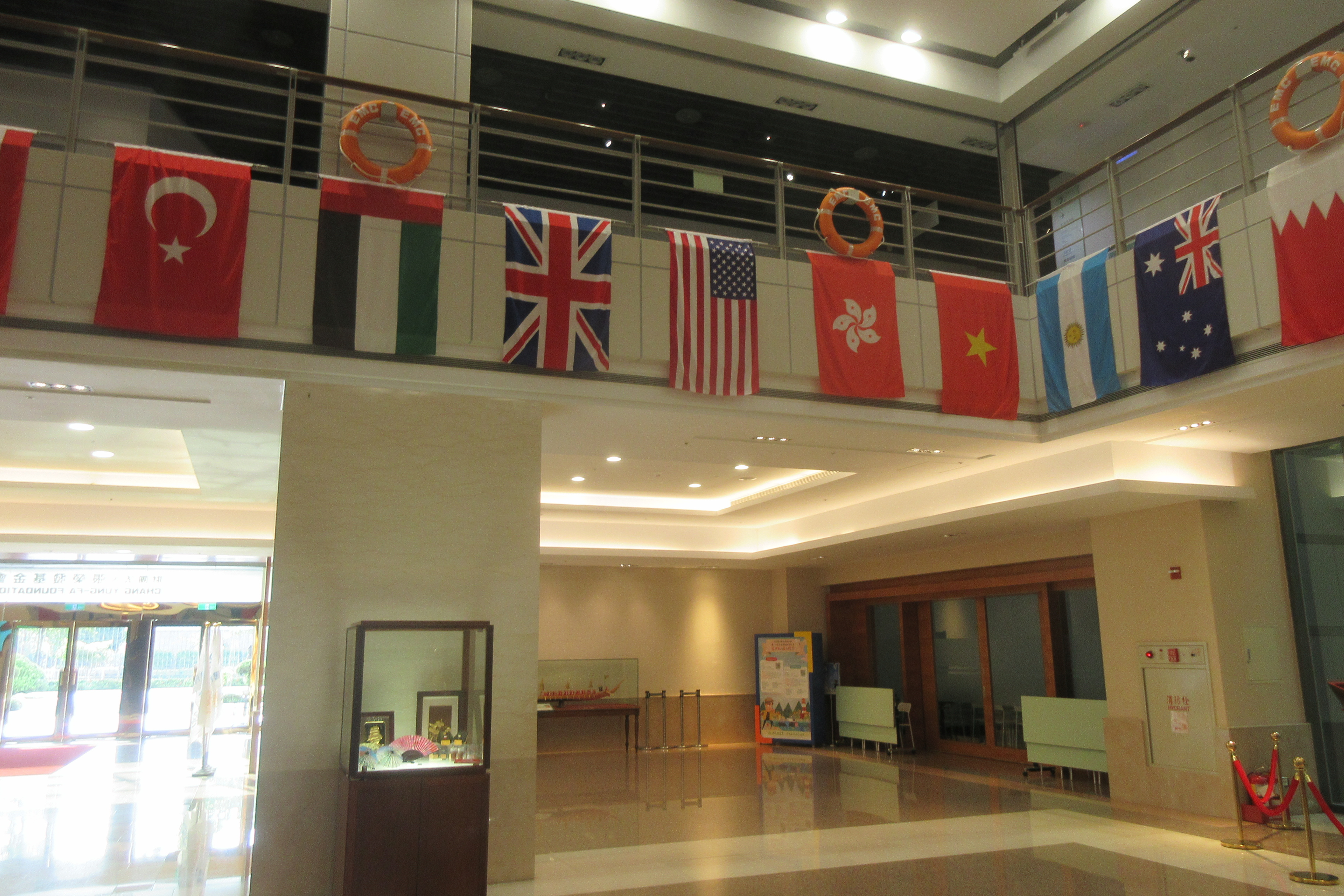
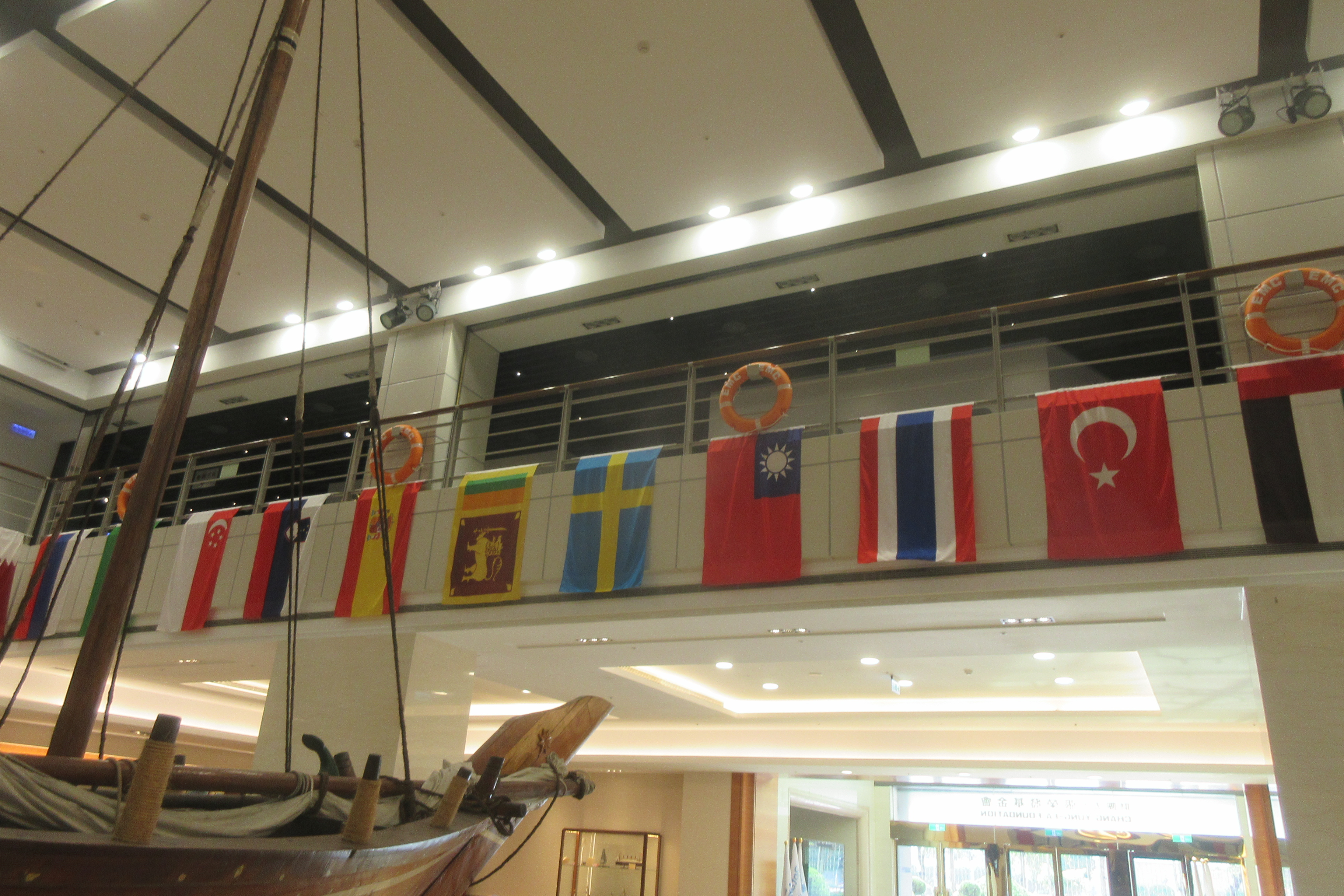
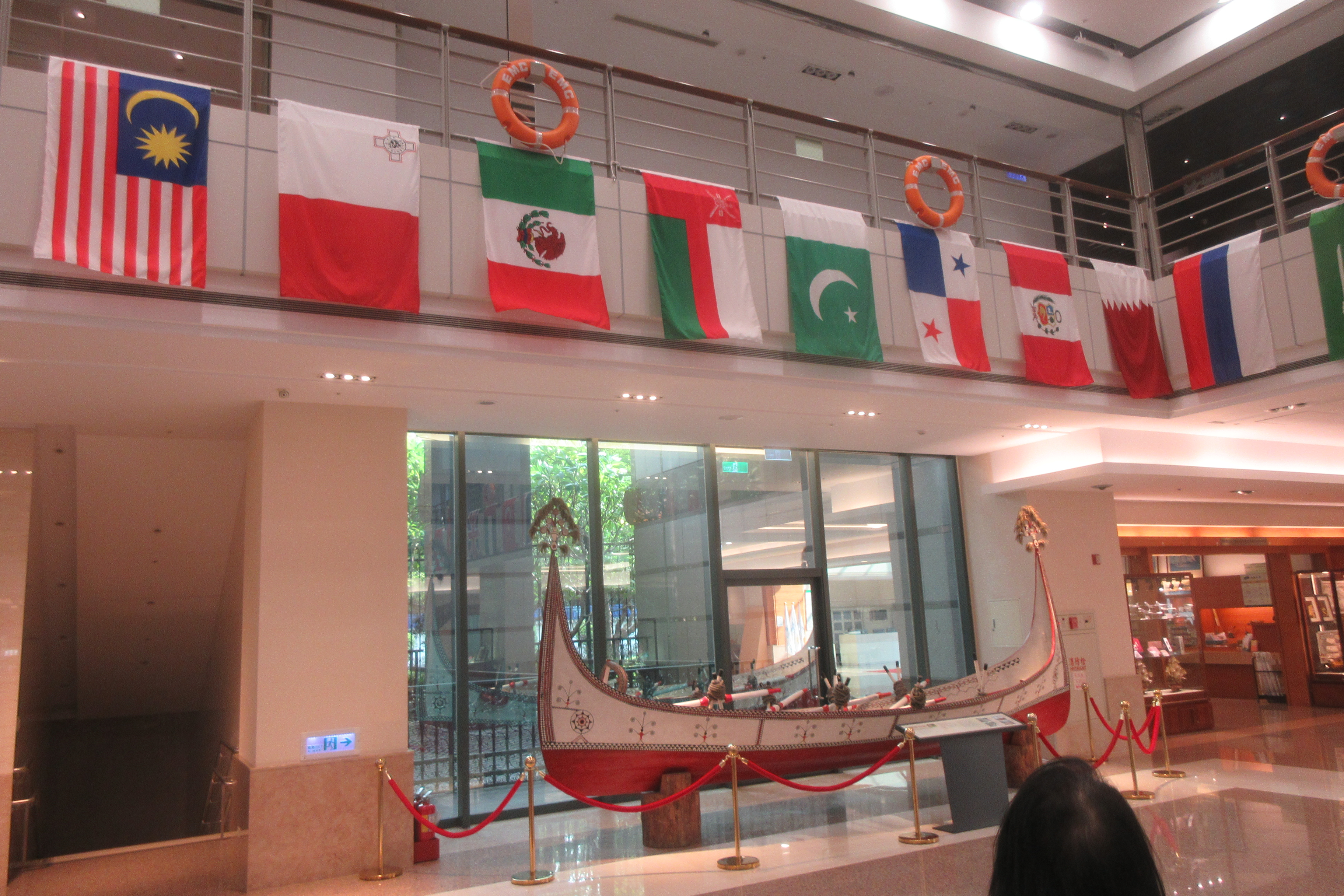
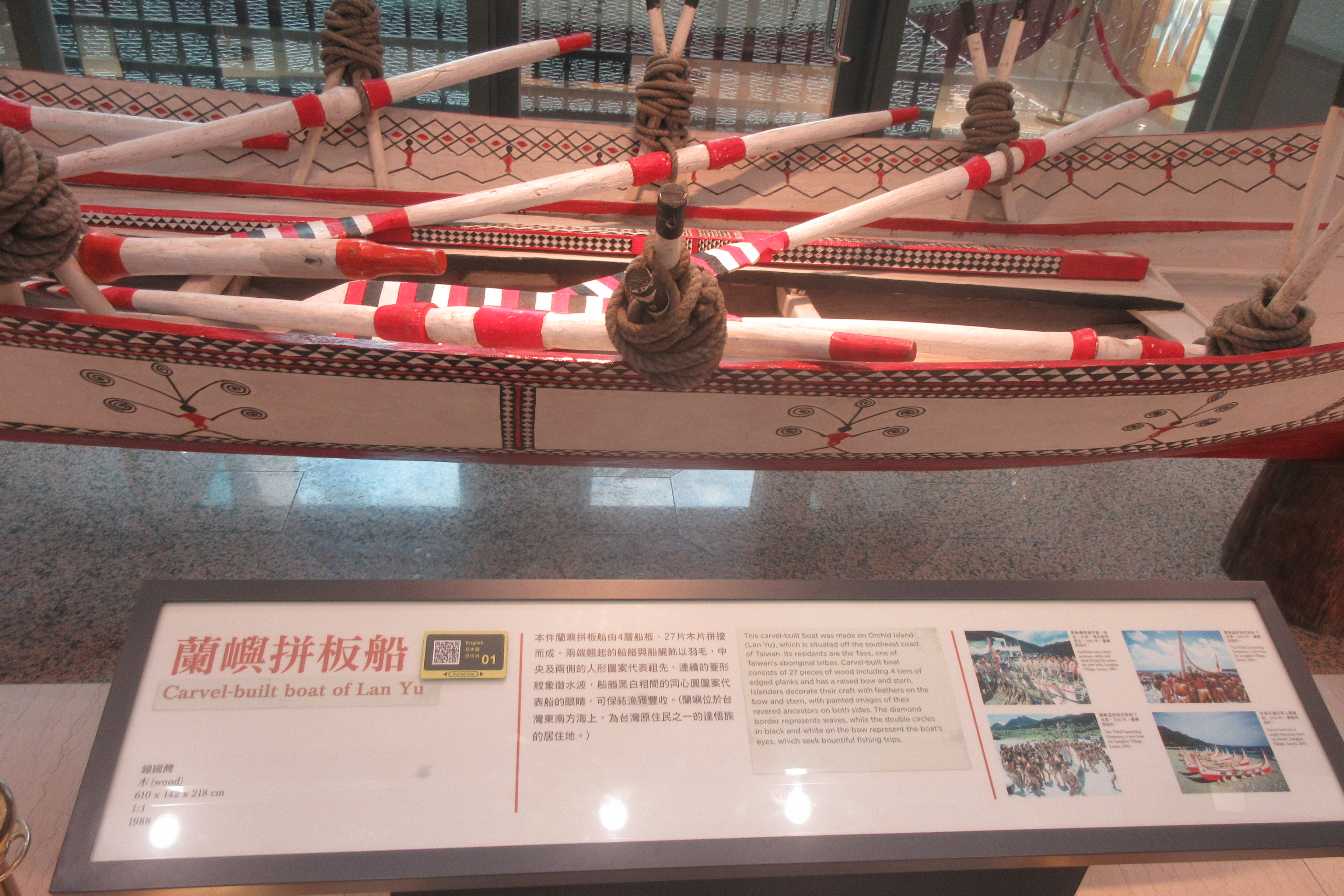

## 外部連結
- 長榮海事博物館官方網站 （页面存档备份，存于）
- 長榮海事博物館-臺北旅遊網
- 長榮海事博物館的Facebook專頁